# 불해 (수위위)
불해(不害, ? ~ ?)는 전한 중기의 관료이다. ‘불해’는 이름자로, 성씨는 알 수 없다.

## 생애
후원 원년(기원전 88), 수위위(守衛尉)에 임명되었다.

## 출전
- 반고, 《한서》 권19하 백관공경표(百官公卿表) 下

| 전임 이수 | 전한의 수위위 기원전 88년 ~ ? | 후임 궤 |